# غرق شدن مونا
غرق شدن مونا (به انگلیسی: Drowning Mona) فیلمی محصول سال ۲۰۰۰ و به کارگردانی نیک گومز است. در این فیلم بازیگرانی همچون دنی دویتو، بت میدلر، نو کمبل، جیمی لی کرتیس، کیسی افلک، ویلیام فیکنر، مارکوس توماس، پیتر دابسن، کاتلین ویلهویت، مارک پلگرینو، تریسی والتر، ویل فرل، پل بن-ویکتور، پال کلاوس، ملیسا مک‌کارتی و برایان دویل-موری ایفای نقش کرده‌اند.